# Jackson Tooth
Jackson Tooth är en bergstopp i Antarktis. Den ligger i Östantarktis. Storbritannien gör anspråk på området. Toppen på Jackson Tooth är 1 215 meter över havet, eller 14 meter över den omgivande terrängen. Bredden vid basen är 0,40 km.
Terrängen runt Jackson Tooth är lite kuperad. Trakten är obefolkad. Det finns inga samhällen i närheten.